# Giulio Alessandrini
Giulio Alessandrini (Montalto di Castro, 25 maggio 1866 – Roma, 13 aprile 1954) è stato un batteriologo italiano.

## Biografia
Professore universitario a Roma, nel 1919 gli fu affidato il compito di coordinare la lotta all'anchilostomiasi, che colpiva i minatori delle solfare siciliane.
Si dedicò allo studio della malaria e per questo fu invitato in Argentina e Bolivia. Nel 1926 fu convocato dal governo italiano in occasione della bonificazione dell'Agro Pontino dove fu direttore della commissione antimalarica e per i servizi igienici. Nel 1928 divenne docente ordinario di Parassitologia medica all'Università di Roma. Fu membro del Consiglio superiore di sanità.
Avendo operato soddisfacentemente, fu richiamato in occasione delle opere per la Grande galleria dell'Appennino. Nel 1939 fu nominato senatore del Regno d'Italia, dove fece parte della commissione agricoltura.

## Opere
- Malattie da parassiti animali, Roma, (1926)
- Parassitologia dell'uomo e degli animali domestici, Torino, (1929)
- La lotta contro la malaria nell'Agro Pontino, Bologna (1935)